# Liste der Kulturdenkmale in Alperstedt
In der Liste der Kulturdenkmale in Alperstedt sind alle Kulturdenkmale der thüringischen Gemeinde Alperstedt (Landkreis Sömmerda) und ihrer Ortsteile aufgelistet (Stand: 2006).

## Baudenkmale
Einzeldenkmale
| Bild                           | Bezeichnung                         | Lage                         | Datierung | Beschreibung | ID |
| ------------------------------ | ----------------------------------- | ---------------------------- | --------- | ------------ | -- |
| weitere Bilder Fotos hochladen | Kirche St. Martin mit Ausstattung   | Kirchgasse 1 (Karte)         |           |              |    |
| Fotos hochladen                | Taubenturm, im Jahre 2016 verfallen | Sömmerdaer Straße 73 (Karte) |           |              |    |

## Quelle
- Landkreis Sömmerda. (Memento vom 1. Februar 2017 im Internet Archive; PDF; 160 kB) landkreis-soemmerda.de, Auszug aus dem Denkmalbuch des Landes Thüringen